# Torneo Interbritannico 1983
Il Torneo Interbritannico 1983 fu l'ottantasettesima edizione del torneo di calcio conteso tra le Home Nations dell'arcipelago britannico. In questo anno, sia la federazione inglese che la federazione scozzese annunciarono che le loro nazionali non avrebbero più partecipato a questo torneo dopo il 1984. La competizione fu vinta dall'Inghilterra.

## Risultati
| Data             | Luogo   | Squadra 1        | Risultato | Squadra 2        |
| ---------------- | ------- | ---------------- | --------- | ---------------- |
| 23 febbraio 1983 | Londra  | Inghilterra      | 2 - 1     | Galles           |
| 24 maggio 1983   | Glasgow | Scozia           | 0 - 1     | Irlanda del Nord |
| 28 maggio 1983   | Belfast | Irlanda del Nord | 0 - 0     | Inghilterra      |
| 28 maggio 1983   | Cardiff | Galles           | 0 - 2     | Scozia           |
| 31 maggio 1983   | Belfast | Irlanda del Nord | 0 - 1     | Galles           |
| 1º giugno 1983   | Londra  | Inghilterra      | 2 - 0     | Scozia           |

## Classifica
| Pos | Squadra          | Pti | G | V | N | P | GF | GS |
| --- | ---------------- | --- | - | - | - | - | -- | -- |
| 1   | Inghilterra      | 5   | 3 | 2 | 1 | 0 | 4  | 1  |
| 2   | Scozia           | 3   | 3 | 1 | 1 | 1 | 2  | 2  |
| 3   | Irlanda del Nord | 2   | 3 | 0 | 2 | 1 | 0  | 1  |
| 4   | Galles           | 2   | 3 | 1 | 0 | 2 | 2  | 4  |

## Vincitore
| Campione 1983 Inghilterra |